# Paros

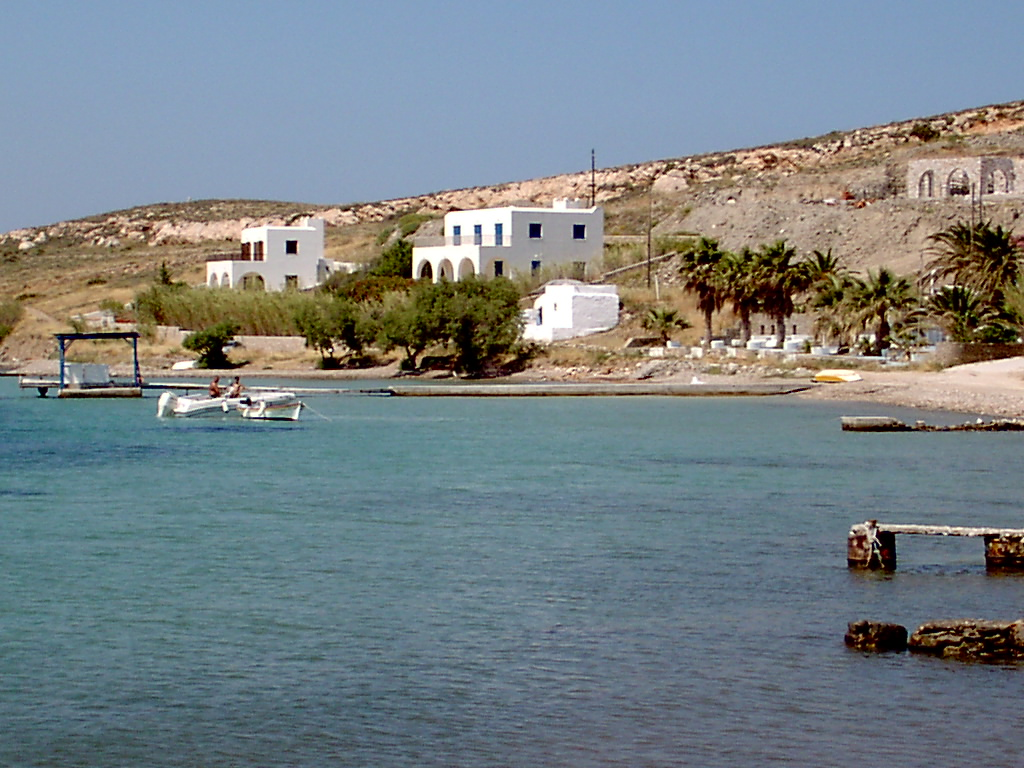
Indruk van Paros

Paros (Grieks: Πάρος) is een Grieks eiland en gemeente (dimos) in de Egeïsche Zee (nomos Kykládes). Het maakt deel uit van de bestuurlijke regio Zuid-Egeïsche Eilanden. Met een oppervlakte van 196 km² is het het op een na grootste eiland van de Cycladen. Er waren in 2011 13.710 inwoners. 
De Franse dichter André Marie Chénier (1762-1794) beschreef het met volgende woorden: Diamant, door azuur omgeven, Paros, oog van Griekenland, stralende ster in de golven der Egeïsche Zee...

## Geografie
De belangrijkste plaats heet Parikía (Παροικία), maar wordt meestal, zoals vaak op de Griekse eilanden, Chora (Χώρα), ofwel 'hoofdstad' genoemd. De stad is gedeeltelijk tegen heuvels aan gebouwd, uitlopend tot aan de zee. Er is een strand genaamd Livadia, wat ten noorden van het stadje ligt. De boulevard is een aaneenschakeling van terrasjes. Het binnenstadje is pittoresk van karakter met smalle steegjes vol winkeltjes (indertijd als een soort doolhof aangelegd als bescherming tegen aanvallen van Venetiaanse piraten). Op de plaats waar de boten aanleggen bevinden zich restaurants.
De tweede plaats van het eiland is Naoussa, gelegen aan de noordkust van het eiland.
Aliki, aan de zuidwestkust, is een plaats waar voornamelijk de Griekse toeristen naartoe gaan. Hier is bescheiden museum waar allerlei gebouwen, zoals kerken en kloosters op kleine schaal zijn nagebouwd, vergelijkbaar met Madurodam.
Het bergachtige eiland Paros geldt door zijn ligging als de 'centrale schakel' van de Cycladen: veel ferry's leggen aan haven van Parikia. Er vertrekken ook veerverbindingen vanaf het aan de oostkust gelegen vissersdorp Píso Livádi (vooral naar het naburige Naxos). Het toerisme is veruit de belangrijkste bron van inkomsten. Er was een klein vliegveld op het eiland, waar alleen vliegtuigen van Olympic Air landden maar sinds 2016 is er een groter vliegveld.
Paros is met de boot vanaf Athene (Piraeus) te bereiken. Een gewone veerboot doet er ruim vijf uur over, terwijl de snelboot het in drie uur doet.

## Geschiedenis
Al in de vroege oudheid werd hier het zogenaamde Parisch marmer ontgonnen. Vanaf het Cycladische tijdperk tot aan de Romeinse tijd was dit de belangrijkste bron van welvaart voor het eiland. Het werd uitgevoerd en aangewend voor de bouw van heiligdommen in geheel Griekenland (zoals Epidaurus, Delos, Delphi).
De dragers van de Cycladische beschaving bewerkten reeds het inheemse marmer en onderhielden handelsbetrekkingen met Kreta en het vasteland. Na de immigratie van Ionische kolonisten vanuit Attica (± 1000 v.Chr.) begon de bloeitijd voor Paros, van de 8e tot de 6e eeuw v.Chr. Een belangrijke factor die de welvaart van het eiland vergrootte was de kolonisatie (rond 700) van het eiland Thasos, met zijn goudmijnen en handelsmogelijkheden. Vooral daarvandaan betrokken de Pariërs hun goud, waarmee zij eigen muntstukken sloegen, met daarop de afbeelding van een dolfijn.

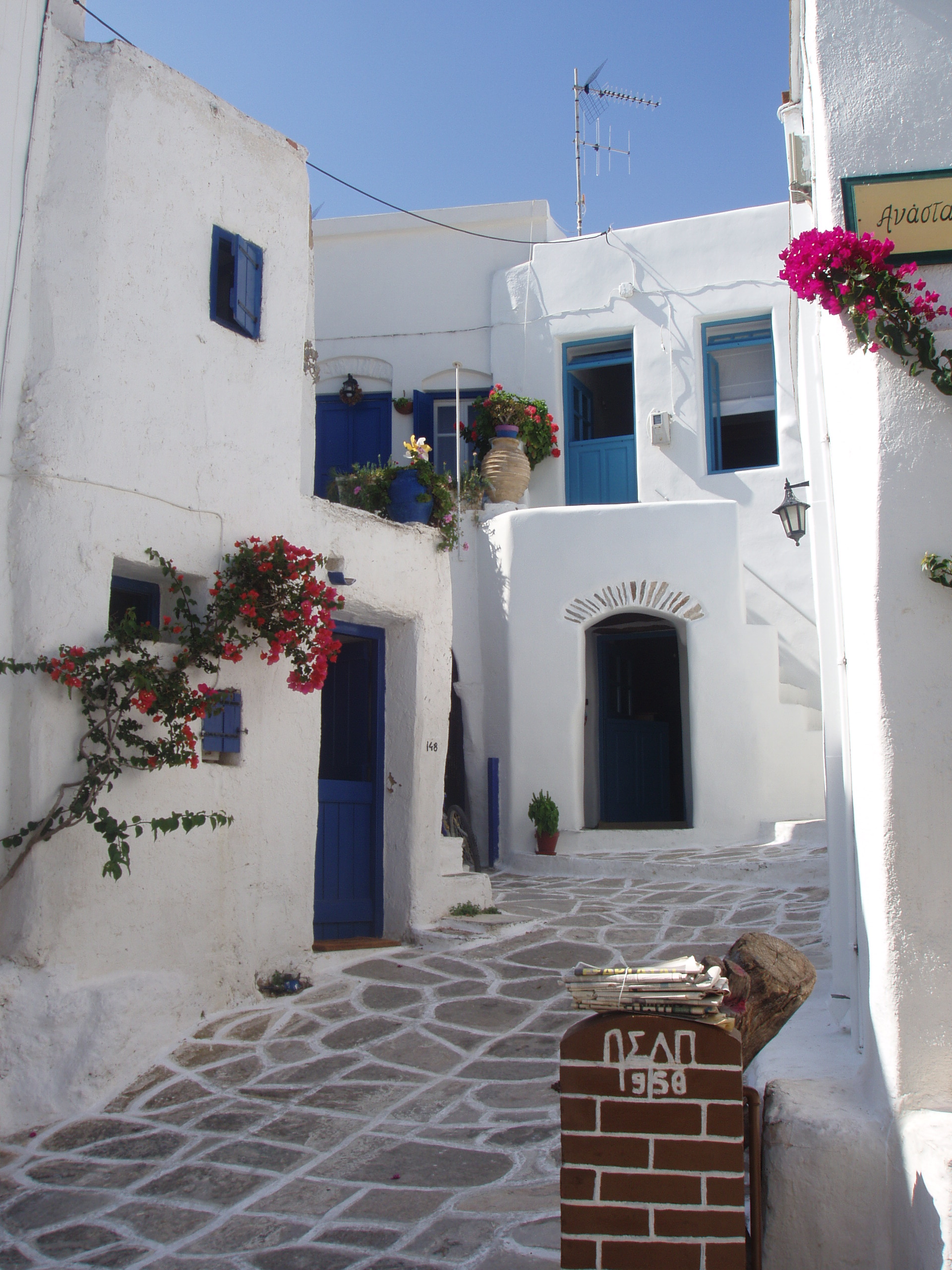
Een huisje op Paros

De bemoeienissen van Paros met de politieke verhoudingen in het Egeïsche Zeegebied in de 7e eeuw v.Chr. en met name de rivaliteit met het naburige Naxos leidden tot aanslepende oorlogen die Paros verschillende nederlagen opleverden. Daardoor vermeden de Pariërs in latere tijden liever ondoordachte krijgsavonturen. Tijdens de Perzische Oorlogen kozen zij zonder blikken of blozen voor het Perzische kamp: in 490 stuitte de Atheense opperbevelhebber Miltiades op zulk een tegenstand, dat hij zich terugtrok. Erger nog: zij stelden een trireem (oorlogsschip) ter beschikking van de Perzische admiraal Datis. In 480 waren zij voorzichtiger geworden en speelden dubbel spel. Zij werden voor deze dubbelzinnige houding door de andere Grieken afgestraft: na de Slag bij Salamis dwong Themistocles hen tot betaling van een oorlogsschatting en tot aansluiting bij de Delische Bond.
Hoewel de inwoners van Paros weinig sympathie konden opbrengen voor de imperialistische houding van de Atheners kwamen zij niet tegen Athene in opstand, wat op andere eilanden wél eens gebeurde. In de volgende periode deelde Paros het lot van de andere Cycladen. In 376 v.Chr. werd het ook lid van de Tweede Delisch-Attische Zeebond, en na de ontbinding hiervan in 339 ook van een nieuwe Bond van Eilanden, tot het in de 1e eeuw v.Chr. werd opgenomen in het Romeinse Rijk. Het algemene verval, dat tot de ontvolking van de Cycladen leidde, had hier schijnbaar weinig effect.
Paros bleef tot aan de komst van de Romeinen een gematigde politiek voeren, gericht op het veiligstellen van enige autonomie en het behoud van de welvaart. Met uitzondering van een korte periode waarin Athene zich met de interne aangelegenheden had bemoeid, werd het eiland steeds geregeerd door een gematigde oligarchie, merkbaar beïnvloed door het filosofische gedachtegoed van Pythagoras. De sociale opbouw van de bevolking en de verdeling van het bezit vertoonden geen extreme tegenstellingen, zodat een klassenstrijd uitbleef. Dit evenwicht in de interne politiek en de opgedane ervaring maakten van Paros een begeerde bemiddelaar in conflicten tussen andere stadstaten. Typerend in dit verband is een getuigenis over een archont uit de 2e eeuw, een zekere Killos, zoon van Demetrios, waarvan verteld wordt "dat hij zich om de loonarbeider evenzeer bekommert als om de werkgever, zodat de een noch de ander onrecht geschiedt..."
Nog onder keizer Constantijn de Grote werd Paros een prachtige stad genoemd. Tot tweemaal toe werd het door Arabische zeerovers verwoest (in 835 en 965) en van 1207 tot 1389 behoorde het tot het Hertogdom Naxos. Daarna genoot het, tot de inname door de Turken in 1537, de status van semi-autonome leenstaat. Sinds 1830 hoort het eiland Paros bij de Griekse staat.

## Beroemde Pariërs
Paros is het vaderland van de dichter Archilochus. Het Archeologisch Museum van Parikía bewaart twee inscripties die op hem betrekking hebben. Zij waren gegraveerd in stenen afkomstig van zijn graftombe, die verering genoot als betrof het een heuse halfgod.
Door de uitzonderlijke kwaliteiten van het inheemse marmer, ontwikkelde zich op Paros een school van beeldhouwers, van wie de uitstraling veel verder reikte dan de Cycladen. Er bestaat een lange rij namen van grote beeldhouwers vanaf de 6e eeuw v.Chr. tot de komst van de Romeinen: de meest bekende daarvan zijn Agoracritus (de favoriete leerling van Phidias; hij werkte mee aan de sculpturen van de Parthenon) en Skopas (wiens stijl wordt gekenmerkt door de weergave van hevige hartstochten en stormachtige beweeglijkheid). Ook het beroemde beeldhouwwerk de Venus van Milo en de graftombe van Napoleon werden gemaakt van marmer uit Paros.
Op het eiland werd overigens het Marmor Parium gevonden, een in een marmer gegrifte historische kroniek met een schat aan gegevens over Griekse kunstenaars. Bewaard bleven de gedeelten die lopen van ± 1000 tot 354 v.Chr. (gevonden in 1627) en van 336 tot 298 v.Chr. (in 1887 gevonden).
Manto Mavrogenous, een heldin van de Griekse Onafhankelijkheidsoorlog, woonde tot haar dood in Parikia. Haar huis bij de Katapolianíkerk is tegenwoordig een historisch monument.

## Bezienswaardigheden
- In Parikía kan men de Byzantijnse Katapolianíkerk (van-de-benedenstad) bezoeken, een van de belangrijkste Grieks-orthodoxe heiligdommen van de Cycladen. De populaire benaming van de kerk is Ekatontapylianí (met-de-100-deuren).
- Vlak bij de kerk bevindt zich het Archeologische Museum. Het herbergt onder meer kapitelen, reliëfs en inscripties afkomstig van het grafmonument van Archilochus, Cycladische, archaïsche en klassieke beelden, en een gedeelte van het Marmor Parium (de rest bevindt zich in Oxford).
- Naast het museum zijn oude graven te bezichtigen, die dateren uit enkele eeuwen voor Christus.
- Bij Tris Ekklisiés (± 3 km noordoostwaarts van Parikía) voert de weg langsheen de resten van een vroegchristelijke, drieschepige basiliek uit de 7e eeuw. Naar verluidt werd die gebouwd op de plek waar het grafmonument van de dichter Archilochus had gestaan.
- In de marmergroeven van Marathi (± 5 km oostwaarts van Parikía) werd van de Oudheid af tot in de 15e eeuw het beroemde witglanzende lychniet-marmer ontgonnen. Veel beroemde beeldhouwwerken zijn uit dit marmer vervaardigd.
- Het 18e-eeuwse Moní Christoú tou Dásous (d.i. Klooster van Christus-in-het-Woud, ± 4 km ten zuidwesten van Parikia), waar de heilige Arsenius, leraar en abt begraven ligt, is voor vrouwen slechts beperkt toegankelijk. 2 km verder ligt de groene vallei van de Petaloúdes (Vlinders) waar in de zomermaanden veel vlinders huizen.
- Klooster van Longovarda
- Daarnaast zijn er de rotsformaties van Kolimbithres.

Vanaf Paros is het mogelijk om het tegenoverliggende eiland Antiparos te bezoeken. Dit kan vanuit Pounta en vanuit Parikia.

## Plaatsen
Door de bestuurlijke herindeling (Programma Kallikratis) werden de departementen afgeschaft vanaf 2011. “Paros” werd een regionale eenheid (periferiaki enotita). Er werden eveneens gemeentelijke herindelingen doorgevoerd, in de tabel hieronder “GEMEENTE” genoemd.
| Plaats    | Hoofdplaats (vroeger) | Postcode | GEMEENTE  | Hoofdplaats van de gemeente |
| --------- | --------------------- | -------- | --------- | --------------------------- |
| Antiparos |                       | 840 07   | Antiparos | Antiparos                   |
| Paros     |                       | 844 00   | Paros     | Paros                       |

## Panorama

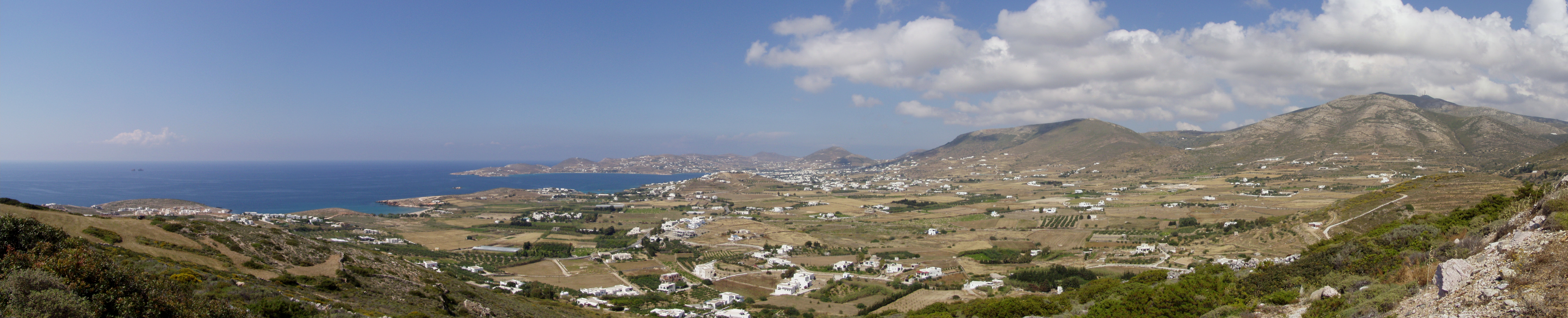
Panorama van de baai van Parikia